# Canthon rutilans
Canthon rutilans là một loài bọ cánh cứng trong họ Bọ hung (Scarabaeidae).